# Dávid Kohút
Dávid Kohút (* 10. března 1998 Prievidza) je slovenský lední hokejista hrající na postu středního útočníka.

## Život
S ledním hokejem začínal ve svém rodném městě, v tamním klubu MšHK Prievidza. Následně přestoupil do České republiky, do pražské Slavie. V ní během sezóny 2012/2013 a následující hrál za mládežnický výběr do šestnácti let. V dalších sezónách za výběr do 18 let a posléze rovněž za tamní dvacítku. Mezi muži tohoto celku se poprvé objevil během ročníku 2016/2017. Bylo to v době, kdy se klub ocitl ve finančních obtížích a hráči „A“ mužstva odmítli odcestovat do Prostějova k utkání s tamním hokejovým klubem. Vedení klubu proto rozhodlo, že k utkání nastoupí juniorský výběr klubu, který se do moravského města přesune okamžitě po utkání své juniorské ligy, jež odehrál v Jihlavě. Mezi tehdejší hráče tohoto výběru patřil i Kohút, který tak odehrál dvě soutěžní utkání v jeden den krátce po sobě. V Jihlavě hráči Slavie zdejším juniorům podlehli v poměru 1:6, v Prostějově pak prohráli 0:13.
Během ročníku 2016/2017 pak ještě nastupoval za jindřichohradecký Vajgar. Další sezónu (2017/2018) strávil vedle juniorů Slavie rovněž na hostování v celcích SK Kadaň a HC Most. Natrvalo mezi muži Slavie zakotvil během ročníku 2018/2019, během nějž navíc ještě odehrál zápasy i za HC Letci Letňany. I další sezónu (2019/2020) patřil do kádru Slavie, nicméně opět hostoval, tentokrát v pražské Kobře.